# Philodromus mainlingensis
Philodromus mainlingensis là một loài nhện trong họ Philodromidae.
Loài này thuộc chi Philodromus. Philodromus mainlingensis được miêu tả năm 1987 bởi Hu & S. Q. Li.